# George Kennedy
George Harris Kennedy Jr. (New York, 1925. február 18. – Boise, Idaho, 2016. február 28.) Oscar-díjas amerikai színész.

## Élete
Édesapja George Harris Kennedy karmester, édesanyja Helen A. (született Kieselbach) balett-táncos volt.
Az anyai nagyapja pedig német bevándorló volt; akinek az ősei ír és az angol származásuak voltak.
Kennedy 4 éves volt, amikor az apja meghalt.
Karrierje kezdetén lemezlovas, valamint rádióbemondó volt. 1941-ben bevonult katonának. 1942 és 1958 között Európában, majd New Yorkban a hadsereg rádió- és tv-részlegénél dolgozott. 1960-tól szerepelt filmekben. 1961-ben kezdtek rá komolyabban figyelni. Az Amerikai fogócska (1963), A négy mesterlövész (1965), valamint A Főnix repülése (1965) című filmek után jött az 1960-as évek egyik legnagyobb szabású mozija, A piszkos tizenkettő (1967). Még ugyanebben az évben leforgatta a Bilincs és mosoly című filmet, amelyért megkapta a legjobb epizódszereplő Oscar-díját.
Tévéfilmekben és sorozatokban is szerepelt. A The Andy Griffith Show, Perry Mason, Bonanza, McHale's Navy, and Gunsmoke állandó résztvevője volt. 1970-ben forgatta le az Oscar-nyertes Airport című filmet, melynek egyik főszerepét, Joe Patronit alakította. A sikerfilmet később az Airport ’75 (1974), az Airport ’77 (1977), valamint az Airport ’79 – Concorde (1979) követte. 1978-ban az Agatha Christie klasszikusából készült Halál a Níluson című filmben szerepelt. 1984-ben a Chattanooga Choo Choo-ban alakított emlékezeteset. Négy évvel később beszállt minden idők egyik legjobb paródiafilmjébe, a Csupasz pisztolyba. A produkció óriási sikere folytatásra ösztönözte az alkotókat. Kennedy az 1991-es második és az 1994-es harmadik részben is elvállalta Ed Hocken kapitány szerepét.
Kennedyre nem volt jellemző, hogy szerepet utasítson vissza. Ugyanolyan intenzitással vett részt a Dallas forgatásain, mint a Rémmesék felvételein.

## Magánélete
1959 és 1978 között Norma Wurman volt a felesége. 1978-ban újra megházasodott, felesége Joan McCarthy volt, akivel annak haláláig együtt éltek.

## Halála
Kennedy a halálának időpontjában Eagle, Idahoban tartózkodott. 2016. február 28-a reggelén, szívbetegség következtében halt meg 91 évesen.

## Filmográfia
- Gunfight at Black Horse Canyon (1961)
- Bonanza (1961–1964)
- A néma tanú (1962)
- Az utolsó cowboy (1962)
- Nem az vagyok, aki vagyok (1963)
- Nyomoz a vőlegény (1963)
- Amerikai fogócska (1963)
- Kényszerzubbonyban (1964)
- Csend, csend, édes Charlotte (1964)
- Káprázat (1965)
- Szemben az árral (1965)
- A négy mesterlövész – Az Elder-banda (1965)
- A Főnix útja (A Főnix repülése) (1965)
- Három dal (1965) (rendező is)
- Vihar délen (1967)
- The Ballad of Josie (1967)
- Bilincs és mosoly (1967)
- A piszkos tizenkettő (1967)
- Tarzan (1967)
- A bandita (1968)
- A bostoni fojtogató (1968)
- Vidáma, Vidáman (1969)
- Jó fiúk, rossz fiúk (1969)
- A hét mesterlövész telibe talál (1969)
- Tiktak (1970)
- Dirty Dingus Magee (1970)
- Cik-cakk (1970)
- Airport (1970)
- Cahill, az USA békebírája (1973)
- A Kék Hold völgye (1973)
- Földrengés (1974)
- Villám és Fürgeláb (1974)
- Airport ’75 (1974)
- Bosszú az Eiger csúcsán (1975)
- Airport ’77 (1977)
- Bizonyítási eljárás (1977)
- A magas rangú célpont (1978)
- Halál a Níluson (1978)
- Dupla McGuffin (1979)
- Airport ’79 – Concorde (1979)
- Vírus (1980)
- Death Ship (1980)
- Acél (1980)
- Wacko (1981)
- A Rare Breed (1981)
- Jupiter Menace (1981)
- Modern románc (1981)
- Hasadjon a hajnal (1981)
- Crime in America (1982)
- Fűnyíró és Halloween, avagy tudom kit vágtál tavaly lábon (Wacko) (1983)
- Chattanooga Choo Choo (1984)
- Bolero (1984)
- Nemzetközi repülőtér (1985)
- Radioaktív álmok (1985)
- Delta Kommandó (1986)
- Rémmesék 2. (1987)
- A nagy hazárdőr 3. (1987)
- Csupasz pisztoly (1988)
- Démonok birodalma (1988)
- Testőrkommandó (1988)
- Topline (1988)
- Rejtőzködő borzalom (1989)
- Dallas tévésorozat (1988–1991)
- Rémálom délben (1990)
- Bankrabló zsaruk (1990)
- Csupasz pisztoly 2 és 1/2 (1991)
- Fokozott védelem (1991)
- Kicsi kocsi Hollywoodban (1991)
- A bérgyilkos (1991)
- Távoli igazság (1992)
- Driving Me Crazy (1992)
- Csupasz pisztoly 33 1/3 – Az utolsó merénylet (1994)
- Magic Kid (1993)
- Dallas: Jockey visszatér (1996)
- Bayou Ghost (1997)
- A macskák nem táncolnak (1997)
- Dallas: A Ewingok háborúja (1998)
- Dennis, a komisz ismét pimasz (1998)
- Man in White – Tiszta zsaruk (1998)
- Chipkatonák (1998)
- Flört a fellegekben (2003)
- Szörnycsinálók (2003)
- Élet a ranchon (2005)
- Kívül tágasabb (2005)
- A sivatag átka (2007)
- Nyughatatlan fiatalok (2010)
- Another Happy Day (2011)
- Hazárdjáték (2014)